# Überraschung

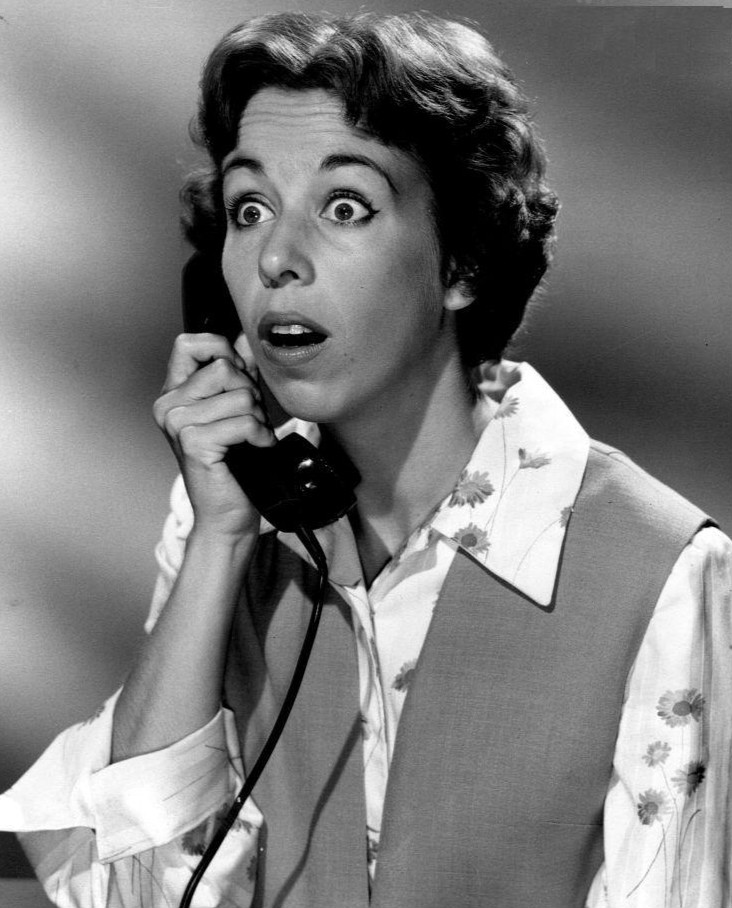
Sichtlich überraschter Gesichtsausdruck (Schauspielerin Carol Burnett)

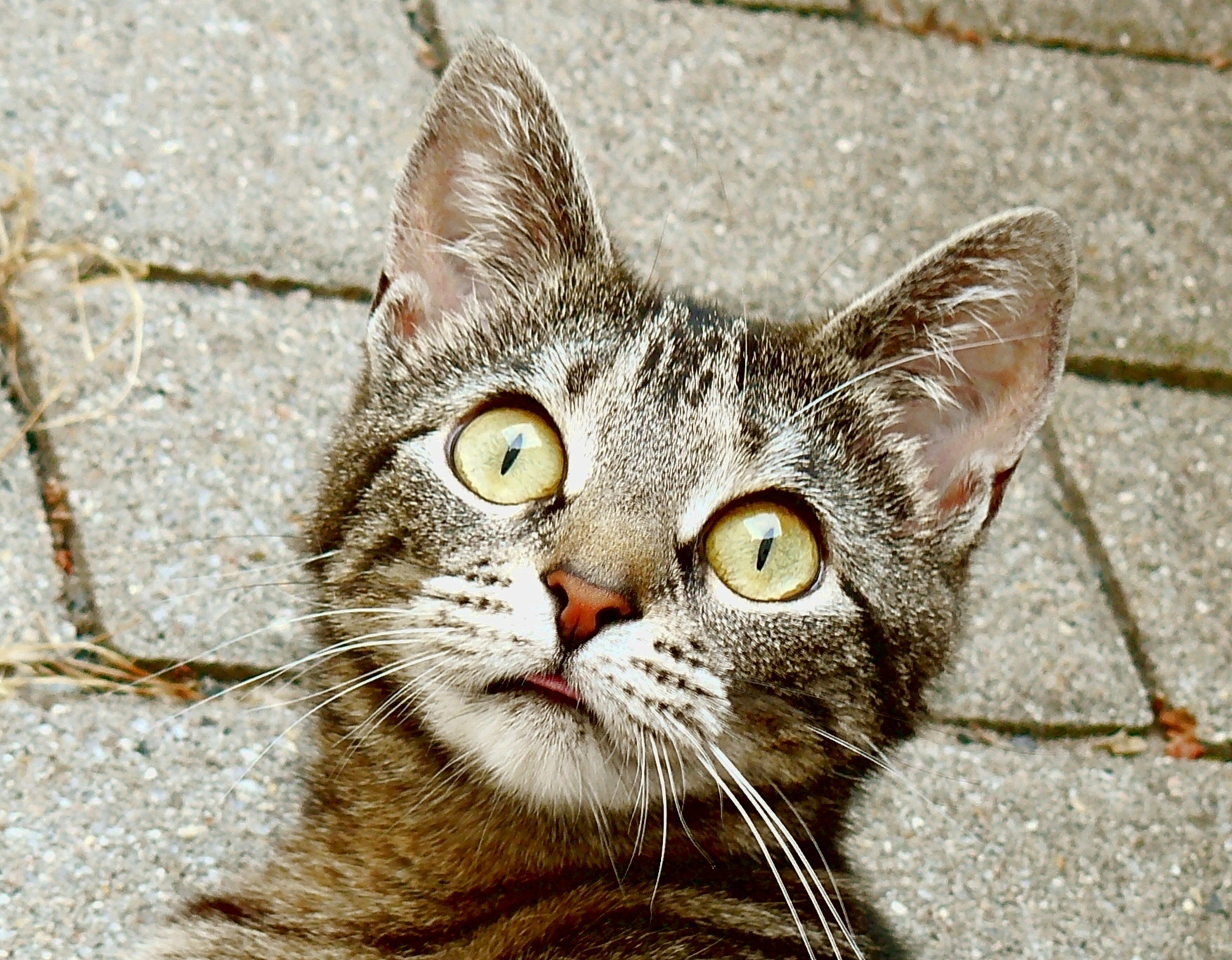
Aufmerksame Katze, überrascht von einem Geräusch

Als Überraschung bezeichnet man das Erleben unvorhergesehener Situationen, Gefühle oder Begegnungen, unerwarteter Worte, Geschenke und Ähnliches. In der Zeitschrift New Scientist wurde Überraschung definiert als „Wechsel der Erwartung aufgrund des Eintreffens neuer Daten“.

## Allgemeines
Überraschungen sind Ereignisse oder Situationen, die jemand nicht erwartet und deshalb erstaunt ist. Fast immer löst Überraschendes Verwirrung und/oder eine heftige Emotion aus – und daher auch meistens spontane körperliche Reaktionen wie Blickwechsel oder Aufschauen, Erröten, Lachen, Hand-, Kopf- oder Fußbewegungen, Zucken und so weiter.
Die ausgelösten Gefühle können angenehm (hell, warm) oder unangenehm (dunkel, abwehrend usw.) sein – je nach Situation, Menschentyp, persönlicher Verfassung oder auslösender Person. Dieses kann unkontrollierte Ausrufe zur Folge haben.
Überraschungen dürften aber auch für Tiere nicht fremd sein und werden oft – wie auch beim Menschen in Gefahrensituationen – durch Schutz-Instinkte oder Reflexe beantwortet.
Die Taktik, einen Gegner zu überraschen, bringt militärische Vorteile. Siehe dazu Überraschung (Militär).

## Überraschung im Recht
Im Zusammenhang mit der Formulierung von Allgemeinen Geschäftsbedingungen (AGB) taucht im AGB-Recht des Bürgerlichen Gesetzbuchs (BGB) der Rechtsbegriff der Überraschung auf. Es handelt sich um Überraschungsklauseln, die nach den Umständen, insbesondere nach dem äußeren Erscheinungsbild eines Vertrags (z. B. Kaufvertrag), so ungewöhnlich sind, dass der Vertragspartner des Verwenders der AGB mit ihnen nicht zu rechnen braucht (§ 305c Abs. 1 BGB). Sie werden nach dieser Bestimmung nicht Vertragsbestandteil, sind also unwirksam. Die Überraschungsklausel dient vor allem dem Verbraucherschutz (siehe Überraschungsverbot).
Es handelt sich um eine vom Kunden subjektiv empfundene Überrumpelung (oder Übertölpelung). Dieses Überraschungsmoment kann auch dann – z. B. durch Unerfahrenheit – wahrgenommen werden, wenn die betreffende Klausel objektiv als üblich anerkannt ist oder wenn im Vertrag ausdrücklich und zusätzlich auf diese Klausel hingewiesen wurde.

## Informationstheorie
Der Überraschungswert (oder auch Informationsgehalt) eines Ereignisses oder einer Nachricht hängt – unabhängig vom Kontext – vom Kehrwert der Eintrittswahrscheinlichkeit ab. Die Funktion {\displaystyle P} gibt an, in welchem Maße eine neue Aussage {\displaystyle e} für {\displaystyle A} einen Informationswert oder Überraschungswert (Surprisal) hat.

## Auswirkungen
Bei der Zeitmessung rascher Vorgänge und bei Handstoppungen in der Astrometrie oder im Sport bewirken Überraschungsmomente eine Verlängerung der Reaktionszeit. Bei vorhersehbaren Ereignissen beträgt die Verzögerung etwa eine Zehntelsekunde, was annähernd der kognitiven Verarbeitungszeit entspricht. Bei völlig überraschenden Ereignissen (z. B. im Straßenverkehr) kann sie bis zur sogenannten Schrecksekunde reichen.